# Јулијана
Јулијана (мађ. Julianna) је женско име које је веома често у употреби код Мађара. Порекло води од мушког имена латинског порекла Јулијанус (лат. Julianus), а има значење млада, пуна живота, сјајна. Име је посвећено митолошком богу светла Јупитеру. 

## Имендани
- 16. фебруар.
- 5. април.
- 14. мај.
- 22. мај.
- 19. јун.

## Варијације имена
- Јулијана (Juliána)
- Јулинка (Julinka)
- Јулишка (Juliska), имендани: 16. фебруар, 5. април, 14. мај.
- Лијана (Liána), имендани: 19. јун.